# Pedro Malheiro
Pedro Jorge Gonçalves Malheiro  (* 21. Januar 2001 in Vila Verde) ist ein portugiesischer Fußballspieler. Der Außenverteidiger steht bei Trabzonspor in der Süper Lig unter Vertrag.

## Karriere

### Jugend
Malheiro stammt aus den Jugendakademien von Vilaverdense, Braga, Palmeiras FC und Boavista.

### Boavista Porto
Am 22. Januar 2020 unterzeichnete er seinen ersten Profivertrag bei Boavista Porto. Er begann seine Karriere in der Jugend von Boavista, bevor er für die zweite Hälfte der Saison 2020/21 auf Leihbasis zu Vilaverdense wechselte. Sein Profidebüt für Boavista gab er beim 1:0-Sieg in der Taça da Liga gegen Marítimo am 25. Juli 2021.

### Trabzonspor
Zur Spielzeit 2024/25 wechselte Malheiro gegen eine Ablösesumme von zwei Millionen Euro zu Trabzonspor. Der Portugiese unterschrieb einen Vierjahresvertrag beim Schwarzmeerklub.